# راسيل ستوفر
راسيل ستوفر (بالإنجليزية: Russell Stover)‏ هو شخصية أعمال أمريكي، ولد في 6 مايو 1888 في ألتون في الولايات المتحدة، وتوفي في 11 مايو 1954.